# Lijst van oorlogsmonumenten in Neder-Betuwe
De Nederlandse gemeente Neder-Betuwe heeft 12 oorlogsmonumenten. Hieronder een overzicht.
| Nr.                             | Object                                                       | Herdachte groep                                                        | Ontwerper            | Onthulling        | Type                        | Locatie                                         | Plaats    | Coördinaten                   | Foto                                      |
| ------------------------------- | ------------------------------------------------------------ | ---------------------------------------------------------------------- | -------------------- | ----------------- | --------------------------- | ----------------------------------------------- | --------- | ----------------------------- | ----------------------------------------- |
| 642                             | Monument voor het 44e Regiment Infanterie                    |                                                                        | De heer Slinger      | 10 mei 1952       | beeld/sculptuur             | Molendam                                        | Ochten    | 51° 54' 29" NB, 5° 33' 56" OL | Meer afbeeldingen                         |
| 1542                            | Verzetsmonument                                              | verzet Nederland                                                       |                      | 3 juli 1945       | zuil                        | Nedereindsestraat, 4041 XE                      | Kesteren  | 51° 55' 54" NB, 5° 34' 18" OL | Meer afbeeldingen                         |
| 1543                            | Herdenkingsmonument                                          | geallieerde militairen, burgerslachtoffers                             | G. van Dorland       | 2 mei 1990        | gedenksteen                 | Pluimenburgsestraat to 7, 6669 AA               | Dodewaard | 51° 54' 34" NB, 5° 39' 26" OL | Herdenkingsmonument                       |
| 1545                            | Monument in het gemeentehuis                                 | geallieerde militairen, militairen in dienst van het Ned. Kon. na 1945 |                      | 20 september 1979 | gedenksteen                 | Burgemeester Lodderstraat 20, 4043 KM           | Opheusden | 51° 56' 1" NB, 5° 37' 48" OL  | Meer afbeeldingen                         |
| 1546                            | Monument in de Burgemeester Lodderstraat                     | geallieerde militairen                                                 | H.J. van Brenk       | 8 mei 1979        | gedenksteen                 | Burgemeester Lodderstraat 20, 4043 KM           | Opheusden | 51° 56' 0" NB, 5° 37' 46" OL  | Meer afbeeldingen                         |
| 3116                            | Airborne-monument                                            | burgerslachtoffers, geallieerde militairen                             |                      | 15 september 1999 | beeld/sculptuur             | Smachtkamp 89                                   | Opheusden | 51° 55' 39" NB, 5° 37' 43" OL | Meer afbeeldingen                         |
| 4201                            | Halifax monument                                             | geallieerde militairen                                                 |                      |                   | informatiebord/grafmonument | Kalkestraat 4c, Algemene Begraafplaats, 6669 CP | Dodewaard | 51° 54' 35" NB, 5° 39' 13" OL |                                           |
|                                 | Herdenkingsmonument neergestorte Dakota op 18 september 1944 | geallieerde militairen                                                 |                      |                   | gedenksteen                 | Bonegraafseweg 72, 4051 CH                      | Ochten    | 51° 54' 48" NB, 5° 36' 55" OL | Meer afbeeldingen                         |
|                                 | Herdenkingsmonument Linie Ochten-Spees (Betuwestelling)      | Nederlandse defensiestelling                                           | Gerry van der Velden | november 2013     | beeld/sculptuur             | Verlengde Lagecampseweg 2, 4051 CG              | Ochten    | 51° 55' 10" NB, 5° 36' 7" OL  | Meer afbeeldingen                         |
|                                 | Oorlogsmonument, Echteld. (Herdenkingsmonument 1940-1945)    | alle slachtoffers                                                      |                      |                   | gedenksteen                 | Ooisestraat 2, 4054 MV                          | Echteld   | 51° 54' 32" NB, 5° 29' 55" OL | Meer afbeeldingen                         |
|                                 | Plaquette Crashlocatie Vickers Wellington                    | geallieerde militairen                                                 |                      |                   | Plaquette                   | Ooisestraat / Voorstraat (tuin bij de kerk)     | Echteld   | 51° 54' 33" NB, 5° 29' 57" OL | Plaquette Crashlocatie Vickers Wellington |
|                                 | Vliegers in het vuur                                         | vliegtuigbemanning                                                     |                      | 20 september 2019 | zuilen                      | Parallelweg, 4043 MZ                            | Opheusden | 51° 55' 34" NB, 5° 38' 8" OL  | Meer afbeeldingen                         |
| Dit oorlogsmonument op Wikidata | Stolpersteine                                                | burgerslachtoffers                                                     | Gunter Demnig        |                   | messing                     | Zie Lijst van Stolpersteine in Neder-Betuwe     | Ochten    |                               | Meer afbeeldingen                         |

Aalten ·
Apeldoorn ·
Arnhem ·
Barneveld ·
Berg en Dal ·
Berkelland ·
Beuningen ·
Bronckhorst ·
Brummen ·
Buren ·
Culemborg ·
Doesburg ·
Doetinchem ·
Druten ·
Duiven ·
Ede ·
Elburg ·
Epe ·
Ermelo ·
Harderwijk ·
Hattem ·
Heerde ·
Heumen ·
Lingewaard ·
Lochem ·
Maasdriel ·
Montferland ·
Neder-Betuwe ·
Nijkerk ·
Nijmegen ·
Nunspeet ·
Oldebroek ·
Oost Gelre ·
Oude IJsselstreek ·
Overbetuwe ·
Putten ·
Renkum ·
Rheden ·
Rozendaal ·
Scherpenzeel ·
Tiel ·
Voorst ·
Wageningen ·
West Betuwe ·
West Maas en Waal ·
Westervoort ·
Wijchen ·
Winterswijk ·
Zaltbommel ·
Zevenaar ·
Zutphen